# شبه نباتيين

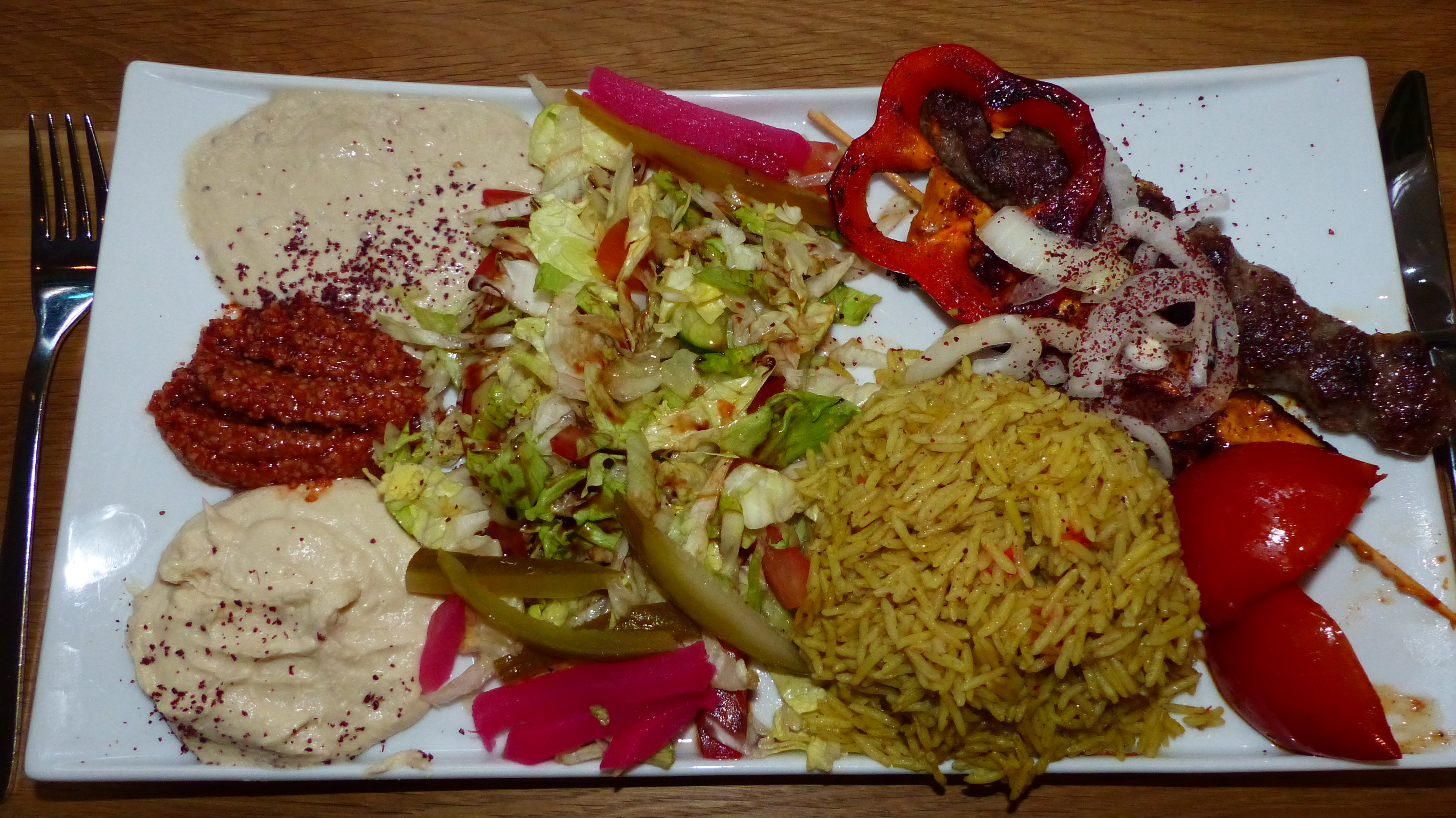

شبه نباتيين (وبالإنجليزية:Semi-vegetarianism) هم أشخاص يتبعون النباتية ولكن يأكلون الأسماك أو الدجاج. وجبتهم الغذائية تكون خالية من اللحوم فقط.